# Atletica leggera ai Giochi della XXIX Olimpiade - Lancio del disco maschile

Video della Finale

Ai Giochi della XXIX Olimpiade, tenutisi a Pechino nel 2008, la competizione del lancio del disco maschile si è svolta il 16 e il 19 agosto presso lo Stadio nazionale di Pechino.

## Presenze ed assenze dei campioni in carica
| Competizione         | Atleta            | Prestazione | Pechino 2008 |
| -------------------- | ----------------- | ----------- | ------------ |
| Olimpiadi 2004       | Virgilijus Alekna | 69,89 m     | Presente     |
| Commonwealth 2006    | Scott Martin      | 63,48 m     | Assente      |
| Europei 2006         | Virgilijus Alekna | 68,67 m     | Presente     |
| Coppa del mondo 2006 | Virgilijus Alekna | 67,19 m     | Presente     |
| Asiatici 2006        | Ehsan Haddadi     | 63,79 m     | Presente     |
| Africani 2007        | Omar El Ghazaly   | 62,28 m     | Presente     |
| Mondiali 2007        | Gerd Kanter       | 68,94 m     | Presente     |
|                      |                   |             |              |
| Mondiali junior 2004 | Ehsan Haddadi     | 62,14 m     | Presente     |

1. ↑  Sotto la bandiera della Lituania.
2. ↑  L'attrezzo pesa 1,75 kg.

## Gara
Il miglior lancio nel turno di qualificazione è di Piotr Małachowski con 65,94.

In finale il polacco parte bene con 66,45 al primo turno. Al secondo lancio Kanter lo avvicina con 66,38, ma Małachowski ristabilisce subito le distanze con un lancio a 67,82. Virgilijus Alekna entra in gara con 65,77. Al terzo turno nessuno dei primi tre si migliora. Spunta Robert Harting che, con un lancio a 67,09, soffia la terza posizione ad Alekna.
Cominciano i lanci di finale. Kanter scalza Małachowski dalla testa della classifica con una spallata a 68,82. Il polacco sbaglia, mentre Alekna si porta avanti con 67,79, giungendo a soli tre cm dalla seconda piazza. I primi due hanno finito le energie; all'ultima prova Alekna tenta il tutto per tutto ma il disco oltrepassa di poco i 67 metri.

## Risultati

### Graduatoria Qualificazioni
Si qualificano per la finale i concorrenti che ottengono una misura di almeno 64,50 m; in mancanza di 12 qualificati, accedono alla finale i concorrenti con le 12 migliori misure..
| Pos | Gruppo | Atleta                    | Paese                     | 1ª prova | 3ª prova | 3ª prova | Risultato | Note |
| --- | ------ | ------------------------- | ------------------------- | -------- | -------- | -------- | --------- | ---- |
| 1   | A      | Piotr Małachowski         | Polonia                   | 65,94    |          |          | 65,94     | Q    |
| 2   | A      | Virgilijus Alekna         | Lituania                  | 65,84    |          |          | 65,84     | Q    |
| 3   | B      | Rutger Smith              | Paesi Bassi               | 64,09    | 65,65    |          | 65,65     | Q    |
| 4   | B      | Yennifer Frank Casañas    | Spagna                    | x        | x        | 64,99    | 64,99     | Q    |
| 5   | B      | Gerd Kanter               | Estonia                   | 59,65    | 64,66    |          | 64,66     | Q    |
| 6   | A      | Bogdan Piščal'nikov       | Russia                    | 62,68    | 63,93    | 64,60    | 64,60     | Q    |
| 7   | A      | Mario Pestano             | Spagna                    | 64,42    | 61,16    | x        | 64,42     | q    |
| 8   | A      | Robert Harting            | Germania                  | 64,19    | x        | x        | 64,19     | q    |
| 9   | B      | Rashid Shafi Al-Dosari    | Qatar                     | 63,83    | 63,72    | 61,60    | 63,83     | q    |
| 10  | A      | Aleksander Tammert        | Estonia                   | 57,79    | 61,57    | 63,10    | 63,10     | q    |
| 11  | A      | Róbert Fazekas            | Ungheria                  | x        | 61,61    | 62,64    | 62,64     | q    |
| 12  | B      | Frantz Kruger             | Finlandia                 | x        | 58,60    | 62,48    | 62,48     | q    |
| 13  | A      | Gábor Máté                | Ungheria                  | x        | 55.15    | 62,44    | 62,44     |      |
| 14  | B      | Märt Israel               | Estonia                   | 61,98    | 59,78    | 61,63    | 61,98     |      |
| 15  | A      | Dzmitry Sivakou           | Bielorussia               | 59,64    | x        | 61,75    | 61,75     |      |
| 16  | A      | Michael Robertson         | Stati Uniti               | 60,97    | 61,64    | x        | 61,64     |      |
| 17  | B      | Ehsan Hadadi              | Iran                      | 61,08    | x        | 61,34    | 61,34     |      |
| 18  | B      | Gerhard Mayer             | Austria                   | 61,32    | x        | 58,13    | 61,32     |      |
| 19  | A      | Casey Malone              | Stati Uniti               | 59,48    | x        | 61,26    | 61,26     |      |
| 20  | B      | Ercüment Olgundeniz       | Turchia                   | 58,99    | 60,83    | x        | 60,83     |      |
| 21  | B      | Zoltán Kővágó             | Ungheria                  | 60,79    | 59,46    | 60,44    | 60,79     |      |
| 22  | B      | Vikas Gowda               | India                     | 59,58    | x        | 60,69    | 60,69     |      |
| 23  | A      | Omar Ahmed El Ghazaly     | Egitto                    | 59,71    | 58,95    | 60,24    | 60,24     |      |
| 24  | A      | Oleksiy Semenov           | Ucraina                   | 57,84    | 60,18    | 59,41    | 60,18     |      |
| 25  | B      | Ian Waltz                 | Stati Uniti               | 60,02    | x        | x        | 60,02     |      |
| 26  | A      | Abbas Samimi              | Iran                      | 58,01    | 59,92    | 58,85    | 59,92     |      |
| 27  | A      | Jorge Fernández           | Cuba                      | x        | 59,60    | 59,58    | 59.60     |      |
| 28  | A      | Jan Marcell               | Rep. Ceca                 | 59,52    | x        | 56,31    | 59,52     |      |
| 29  | B      | Martin Marić              | Croazia                   | 59,25    | x        | 59,09    | 59,25     |      |
| 30  | B      | Jorge Balliengo           | Argentina                 | 58,71    | 58,82    | x        | 58,82     |      |
| 31  | A      | Benn Harradine            | Australia                 | 58,55    | 57,50    | 57,91    | 58,55     |      |
| 32  | B      | Niklas Arrhenius          | Svezia                    | 56,64    | 58,22    | 56,77    | 58,22     |      |
| 33  | B      | Hannes Kirchler           | Italia                    | x        | x        | 56,44    | 56,44     |      |
| 34  | A      | Sultan Mubarak Al-Dawoodi | Arabia Saudita            | 56,29    | 55,54    | 56,24    | 56,29     |      |
| 35  | A      | Vadim Hranovschi          | Moldavia                  | 56,19    | x        | 55,78    | 56,19     |      |
| 36  | B      | Haidar Nasser Shaheed     | Iraq                      | 54,19    | x        | x        | 54,19     |      |
| 37  | B      | Eric Matthias             | Isole Vergini Britanniche | 47,87    | 50,87    | 53,11    | 53,11     |      |

- Q = Qualificato direttamente;
- q = Ripescato.

### Finale
Martedì 19 agosto, ore 21:00.

I migliori 8 classificati dopo i primi tre lanci accedono ai tre lanci di finale.
| Pos     | Atleta                 | Paese       | 1ª prova | 2ª prova | 3ª prova | 4ª prova | 5ª prova | 6ª prova | Risultato | Nota                          |
| ------- | ---------------------- | ----------- | -------- | -------- | -------- | -------- | -------- | -------- | --------- | ----------------------------- |
| Oro     | Gerd Kanter            | Estonia     | 63,44    | 66,38    | 62,75    | 68,82    | x        | 65,98    | 68,82     |                               |
| Argento | Piotr Małachowski      | Polonia     | 66,45    | 67,82    | 66,98    | 63,91    | 65,78    | x        | 67,82     |                               |
| Bronzo  | Virgilijus Alekna      | Lituania    | x        | 65,77    | 64,42    | 67,79    | x        | 67,18    | 67,79     |                               |
| 4       | Robert Harting         | Germania    | 65,58    | 64,84    | 67,09    | x        |          | 66,51    | 67,09     |                               |
| 5       | Yennifer Frank Casañas | Spagna      | 59,54    | 62,16    | 64,46    | 64,11    | 64,97    | 66,49    | 66,49     |                               |
| 6       | Bogdan Piščal'nikov    | Russia      | 64,09    | 64,25    | 61,13    | 65,88    | x        | x        | 65,88     | Miglior prestazione personale |
| 7       | Rutger Smith           | Paesi Bassi | 64,61    | 65,31    | 64,36    | 64,25    | x        | 65,39    | 65,39     |                               |
| 8       | Róbert Fazekas         | Ungheria    | 62,25    | 63,43    | 62,49    | x        | x        | 59,34    | 63,43     |                               |
| 9       | Mario Pestano          | Spagna      | 60,46    | 62,84    | 63,42    |          |          |          | 63,42     |                               |
| 10      | Rashid Shafi Al-Dosari | Qatar       | 59,62    | x        | 62,55    |          |          |          | 62,55     |                               |
| 11      | Frantz Kruger          | Finlandia   | 61,98    | 61,80    | 60,71    |          |          |          | 61,98     |                               |
| 12      | Aleksander Tammert     | Estonia     | x        | 61,32    | 61,38    |          |          |          | 61,38     |                               |

Legenda:
- X = Lancio nullo;
- RN = Record nazionale;
- RP = Record personale.